# Galeriegrab Niedertiefenbach
Das Galeriegrab Niedertiefenbach ist eine nur in Resten erhaltene megalithische Grabanlage der jungsteinzeitlichen Wartbergkultur bei Niedertiefenbach, einem Ortsteil von Beselich im Landkreis Limburg-Weilburg (Hessen). Das Grab wurde wahrscheinlich im frühen oder mittleren 33. Jahrhundert v. Chr. errichtet und bis ins frühe 32. Jahrhundert v. Chr. für Bestattungen genutzt. Im Zeitraum von nur wenigen Generationen wurden hier mehrere hundert Individuen beigesetzt, die wohl aus mehreren benachbarten Gemeinschaften stammten. Nach seiner Entdeckung und ersten Beschreibung Mitte des 19. Jahrhunderts galt es lange als zerstört. Im Jahr 1961 wurden die Reste der Anlage wiederentdeckt und archäologisch untersucht. Ab 2016 fanden umfangreiche Neuauswertungen des Fundmaterials statt.

## Lage
Die Anlage befindet sich südlich von Niedertiefenbach im Flurstück „In der Hofgewann“ (früher „Am Hengstein“). Zusammen mit dem Galeriegrab Oberzeuzheim I, dem möglichen Galeriegrab Oberzeuzheim II, dem Galeriegrab Niederzeuzheim, dem Galeriegrab Schadeck und dem Galeriegrab Mensfelden gehört es zur sogenannten Lahn-Gruppe im Limburger Becken.

## Forschungsgeschichte
Das Grab wurde erstmals 1859 von Karl Rossel erwähnt. Ihm zufolge wurde 1847 durch den neuen Pächter des Feldes ein Deckstein gesprengt, der für einen einfachen Felsblock gehalten wurde. Nach einer Fundmeldung wurde dem Bauern von den Behörden die weitere Abtragung des Grabes gestattet. Ein Großteil der Steine des Grabes wurde daraufhin als Baumaterial verwendet. Viele aufgefundene Knochen aus dem Grab wurden von armen Leuten gesammelt und an die Knochenmühle in Limburg verkauft. Rossel hielt das Grab aufgrund dieser Berichte für restlos zerstört.
Auf der Grundlage von Rossels Bericht gelang Karl Wurm im April 1961 die Wiederentdeckung der Anlage. Ihre Überreste wurden daraufhin im Oktober und November des gleichen Jahres archäologisch ausgegraben. Die Ausgräber konzentrierten sich dabei auf den besser erhaltenen Nordteil der Anlage, die untersuchte Fläche betrug 7 m². Die Grabung wurde bereits 1963 abschließend publiziert. Hierbei beschrieb Wurm die Auffindung des Grabes, Helmut Schoppa den Grabungsbefund, Cornelius Ankel die Funde und Alfred Czarnetzki die menschlichen Knochen. Die gefundenen Kupferspiralen wurden einer Materialanalyse unterzogen. Die Funde aus der Grabung befinden sich heute im Museum Wiesbaden.
Peter Breunig konnte 1987 erstmals drei unkalibrierte 14C-Daten aus dem Galeriegrab Niedertiefenbach vorlegen. Johannes Müller publizierte hierzu 1998 kalibrierte Werte.
Kerstin Schierhold publizierte in ihrer 2012 erschienenen Dissertation zur Megalithik in Hessen und Westfalen eine vollständige Zusammenstellung der aus dem Grab stammenden Funde im stratigrafischen Kontext.
2016 veröffentlichte eine Forschergruppe um Christoph Rinne eine umfangreiche Neuauswertung des Fundmaterials. Neue 14C-Daten ermöglichten nun eine genauere Datierung der Anlage. Weiterhin wurden die Knochen auf Krankheitsanzeichen hin untersucht. Ebenso wurden DNA-Analysen vorgenommen. Zwischen 2019 und 2021 erschienen vertiefende Studien zum Zahn- und Kiefermaterial der Bestatteten, zur Radiokarbondatierung und zur Genetik.

## Beschreibung

### Architektur
Das Galeriegrab ist nord-südlich orientiert und hat eine Länge von 10 m und eine Breite von 3,2 m. Seine Höhe beträgt 1,4 m. Die Grabkammer war aus Wandplatten aus Massenkalk gefertigt. Sie hatte eine lichte Länge von 8,6 m, eine lichte Weite zwischen 2 m und 2,2 m und eine lichte Höhe zwischen 0,8 m und 0,9 m.
Das Baumaterial für die Kammer stammte aus der näheren Umgebung. Die nächsten Massenkalkvorkommen befinden sich in 200–300 m Entfernung.

### Bestattungen

#### Anzahl der bestatteten Individuen
Bei der Grabung von 1961 wurden insgesamt 541 menschliche Knochen geborgen, darunter 173 Wirbel, 85 Rippen, 78 Mittelhand- und Mittelfußknochen, 34 Oberschenkelknochen, 40 Schienbeine, 20 Wadenbeine, 12 Kniescheiben, 6 Oberarmknochen, 6 Ellen und 7 Speichen. Die Knochen bildeten 76 anatomische Verbände, die aber größtenteils nur aus geringen Stückzahlen bestanden. Der größte anatomische Verband bestand aus 33 Knochen.
Czarnetzki ordnete die geborgenen Knochen aufgrund der Zählung der Langknochen sowie der Altersverteilung einer Mindestanzahl von 177 Individuen zu. Rechnet man dies von der untersuchten Fläche mit 7 m² auf die gesamte Bestattungsfläche mit 18 m² hoch, ergibt sich eine mögliche Gesamtzahl von 455 bestatteten Individuen. Geht man von einer abfallenden Mächtigkeit der Schichten vom Kammerende zum Eingang hin aus, so verringert sich die Zahl auf 312–404 Individuen.

#### Alter und Geschlecht
Bei der Neuaufnahme des Fundmaterials wurden für die Alters- und Geschlechtsbestimmung 157 Schädelfragmente ausgewertet, die sich 42 Individuen zuordnen ließen, bei denen der Schädel noch zu mindestens 50 Prozent erhalten war. Von diesen gehörten zwei der Altersklasse infans Ia (0–3 Jahre), vier der Altersklasse infans Ib (4–6 Jahre), vier der Altersklasse infans II (7–13 Jahre), eines der Altersklasse juvenil (14–19 Jahre), zwei der Altersklasse juvenil–frühadult (18–22 Jahre), 16 der Altersklasse adult (20–40 Jahre), sieben der Altersklasse adult+ (>20 Jahre), fünf der Altersklasse matur (40–60 Jahre) und eines der Altersklasse matur+ (>40 Jahre)an.
Bei der Geschlechtsverteilung lag ein deutlicher Frauenüberschuss vor. Sieben Individuen wurden als weiblich und elf als eher weiblich identifiziert, zwei als männlich und acht als eher männlich. Bei einem erwachsenen Individuum war keine Geschlechtsbestimmung möglich, bei 13 weiteren war keine Bestimmung möglich, da es sich um subadulte Individuen handelte.

#### Krankheiten und Verletzungen
Untersuchungen zu Krankheiten und Verletzungen konnten an 72 Individuen durchgeführt werden, deren Schädel noch zu mindestens 25 Prozent erhalten waren.
Sehr häufig wurden entzündliche Prozesse als Folge von Infektionen festgestellt. 44 Individuen hatten Entzündungen der Schädelaußenseite, wobei Erwachsene häufiger und stärker betroffen waren als Kinder und Jugendliche. Veränderungen an den Hirn- und Rückenmarkshäuten hinterließen Spuren an den Schädelinnenseiten von mindestens 61 Individuen, davon 22 mit starken bis sehr starken Ausprägungen. Die Verteilung über die verschiedenen Altersklassen ist hier deutlich gleichmäßiger. Entzündungen des Atemtrakts konnten aufgrund des schlechten Erhaltungszustands der Schädel deutlich seltener erfasst werden. Dabei wurden in wenigen Fällen schwerwiegende Nasennebenhöhlenentzündungen festgestellt.
Ebenfalls sehr häufig wurden Cribia orbitalia (poröse Durchbrechungen bis trabekulär auswachsende Neubildungen am Dach der Augenhöhle) und porotische Hyperostose (poröse Bereiche und Verdickungen an der Schädelaußenseite) festgestellt. Beides sind Symptome von erhöhter Blutbildungsaktivität infolge von Blutarmut. Cribia orbitalia konnte in unterschiedlichen Schweregraden bei 47 Individuen nachgewiesen werden. Sie trat bei Kindern und Jugendlichen häufiger auf als bei Erwachsenen und bei Frauen häufiger als bei Männern. Porotische Hyperostosen wurden bei neun Individuen festgestellt, darunter sechs Kinder und Jugendliche sowie drei junge Erwachsene der Altersstufe adult. Fünf Individuen wiesen beide Symptome auf.
Bei einem eher weiblichen Individuum wurde eine verheilte Fraktur im linken Seitenbereich des Stirnbeins festgestellt. Die von Czarnetzki festgestellten perimortalen (unmittelbar vor dem Tod erfolgten) Schädeltraumata konnten bei der Neuauswertung nicht bestätigt werden (da Czarnetzki hierfür keine Schädelnummern vermerkte ist unklar, ob sie bei der Neuauswertung nicht erfasst oder nicht erkannt wurden).
Am rechten Scheitelbein eines 9–11 Jahre alten Kindes befindet sich eine Läsion, bei der es sich möglicherweise um eine verheilte Trepanation handelt. Es wäre neben einer Bestattung aus dem Großsteingrab Kruckow 1 (Landkreis Vorpommern-Greifswald, Mecklenburg-Vorpommern) erst die zweite neolithische Trepanation an einem Kinderschädel, die aus Deutschland bekannt ist.
Für Untersuchungen am Zahn- und Kiefermaterial konnten insgesamt 65 Kiefer bzw. Kieferbruchstücke sowie 68 einzelne Molare aus Unterkiefern herangezogen werden. An zwölf Kiefern (18,5 Prozent) wurde Karies festgestellt. Von den einzelnen Zähnen waren 16 (23,5 Prozent) kariös. Zahnstein war bei 23 Individuen (35,4 Prozent) sowie bei elf Einzelzähnen (16,2 Prozent) vorhanden. Zahnabrasion wurde in den Kiefern an 178 von 270 erhaltenen Zähnen festgestellt. Am häufigsten war mit 54 Exemplaren der Schweregrad 4 auf einer siebenstufigen Skala vorhanden. Bei den 68 Einzelzähnen wurden an allen Abrasion festgestellt, bei über der Hälfte, nämlich 37, aber nur die Grade 1 und 2. Die recht starke Abnutzung der Zähne steht im Zusammenhang mit der bäuerlichen Lebensweite der Bestatteten. Ihre Nahrung basierte zu einem wesentlichen Teil auf Getreide und beim Mahlen auf Mahlsteinen gerieten stets kleine Mengen Steinmehl ins Endprodukt. Mit der häufigen Zahnabrasion ist auch die geringe Kariesrate zu erklären, da initiale kariöse Läsionen abgetragen wurden. Das Karies hauptsächlich in den Zahnkronen und seltener in den Wurzeln festgestellt wurde, hängt mit dem eher niedrigen Sterbealter der Bestatteten zusammen. Auch die Zahnsteinrate scheint recht gering gewesen zu sein. Zwar könnten die Daten durch postmortem erfolgtes Abplatzen verfälscht sein, es zeigten sich aber auch an den Kiefern keine sekundären Anzeichen für Zahnstein. Die Häufigkeit dürfte daher tatsächlich recht gering gewesen sein. Ursache hierfür dürfte eine ausgewogene Ernährung und eine im Gegensatz zu heute vielfältigere und weniger pathogene Mundflora gewesen sein.
Es wurden keine Hinweise auf Infektionskrankheiten gefunden.

#### Genetik

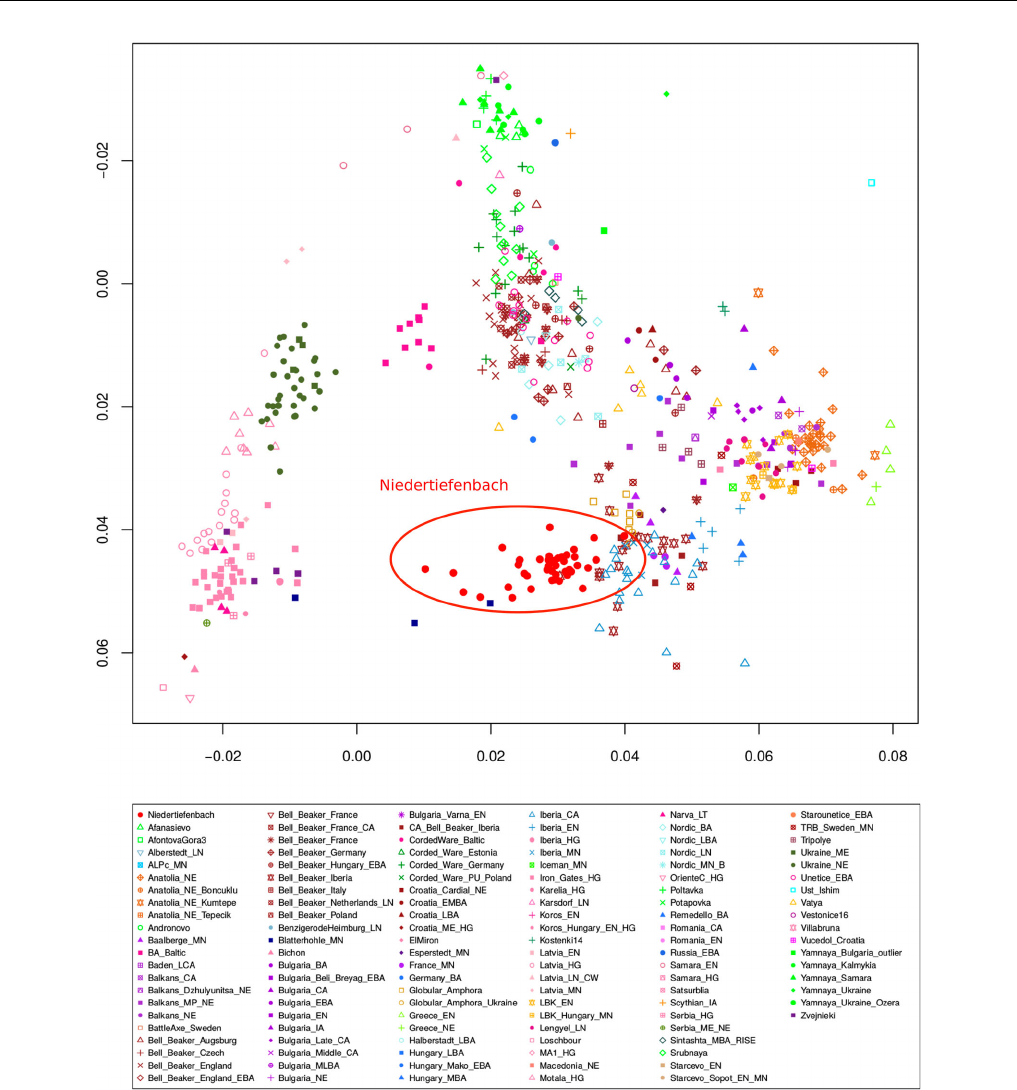
Hauptkomponentenanalyse von 123 vorgeschichtlichen Populationen, einschließlich Niedertiefenbach (rote Kreise).

Bei einer ersten aDNA-Analyse konnte nur bei drei Proben das gesamte mitochondriale Genom rekonstruiert werden. Dabei konnte eine Probe der Haplogruppe X2b, eine der Haplogruppe X2c1 und eine der Haplogruppe U5b1d2 zugewiesen werden. Auffällig war, dass bereits in dieser kleinen Stichprobe der recht seltene Haplotyp U5 nachgewiesen wurde, der mit der mesolithischen Jäger- und Sammler-Bevölkerung Europas in Zusammenhang gebracht wird und der zu Beginn der Neolithisierung stark zurückging und erst zum Ende der Jungsteinzeit wieder häufiger wurde. Eine 2021 durchgeführte genomweite Studie bestätigte diese Beobachtung. Hierfür konnte das Genom von 42 Individuen ausgewertet werden (davon 26 männlich, elf weiblich und sieben unbestimmt). Dabei wurden 29 verschiedene mitochondriale Haplogruppen und fünf verschiedene Y-Chromosom-Haplogruppen festgestellt. Die Genome der Individuen aus Niedertiefenbach weisen Merkmale von frühen Ackerbauern sowie von mesolithischen Jägern- und Sammlern auf, wobei der Anteil der Letzteren mit 34–58 Prozent erstaunlich hoch ist. Die Vermischung beider Populationen scheint nur wenige Jahrhunderte vor Errichtung des Grabes, etwa zwischen 3860 und 3550 v. Chr. und damit in der Spätphase der Michelsberger Kultur, erfolgt zu sein. Genetische Merkmale von Populationen aus der eurasischen Steppe, die um 2800 v. Chr. durch die Schnurkeramische Kultur in großem Umfang nach Mitteleuropa gelangten, konnten in den Proben aus Niedertiefenbach nicht nachgewiesen werden.
Die Bestatteten scheinen größtenteils untereinander nicht besonders eng verwandt gewesen zu sein. Nur für drei Individuen konnte ein Verwandtschaftsverhältnis ersten Grades festgestellt werden. Da es sich um drei Kinder handelte, die im Alter zwischen einem und drei Jahren verstorben waren, müssen diese Geschwister (eine Schwester und zwei Brüder) gewesen sein. Auffällig ist auch, dass von 26 untersuchten männlichen Individuen zehn die gleiche Haplogruppe (I2c1a1) aufweisen, was auf Patrilinearität hindeutet. Vermutlich stammten die Bestatteten aus mehreren benachbarten Dorfgemeinschaften.

### Beigaben

#### Keramik
Aus dem Grab konnten nur wenige Keramikscherben geborgen werden. Keine davon lässt sich eindeutig der Wartberg-Kultur zuordnen. Zwei Scherben sind der Einzelgrabkultur zuzuordnen, weitere ließen sich nur allgemein als vorgeschichtlich einordnen.

#### Geräte aus Feuerstein und Kieselschiefer
Zu den aufgefundenen Geräten aus Feuerstein oder Kieselschiefer gehören drei Pfeilspitzen, zwei Klingen, ein Klingenkratzer, ein Schaber und ein Abschlag.

#### Schmuck

##### Tierzähne und -unterkiefer
Es wurden zehn durchlochte Eckzähne vom Hund und zwei Nachbildungen von Zähnen gefunden. Die Zähne sind teilweise nur als Bruchstücke erhalten. Bei den Nachbildungen ist die Durchlochung nicht erhalten. Weiterhin wurden zwei Paare aus je einer linken und einer zugehörigen rechten Unterkieferhälfte eines Hundes sowie zwei weitere Bruchstücke von Hunde-Unterkiefern gefunden.

##### Bernstein
Bei der Grabung konnten 21 scheibenförmige Bernstein-Perlen geborgen werden. Ihr Durchmesser variiert von 0,9 cm bis 3,6 cm.

##### Kupfer
Aus dem Grab stammen sechs Spiralrollen aus Kupferstreifen. Eine ist nur als Fragment erhalten. Vier Spiralrollen sind von länglicher Form. Drei davon sind etwa gleich groß und weisen Längen zwischen 8,0 cm und 8,5 cm auf. Die vierte Rolle ist mit 6,6 cm Länge etwas kleiner. Die fünfte Rolle ist nur 2 cm lang und war vielleicht als Ohrring verwendet worden.

##### Sonstiger Schmuck
Ein weiterer Schmuckgegenstand aus dem Grab ist eine möglicherweise durchlochte fossile Muschel.

#### Tierknochen
Es wurden insgesamt 18 Tierknochenbruchstücke gefunden. Davon stammen 15 vom Rind, eines vom Hund oder Wolf und zwei waren nicht bestimmbar. Hinzu kommen drei Rinderzähne, die aufgrund fehlender Durchlochung wohl nicht als Schmuckstücke anzusehen sind.

## Datierung
1987 wurden erstmals drei Proben von Knochen aus dem Galeriegrab mittels Radiokarbonmethode auf ein Alter von etwa 2900 cal. BC datiert. Dirk Raetzel-Fabian datierte den Nutzungszeitraum der Anlage auf dieser Grundlage in die Zeit zwischen 2900 und 2700 v. Chr.
Eine Datierung von 15 weiteren Proben im Jahr 2016 ergab, dass die ältesten Bestattungen um 3350 cal. BC erfolgten und das Grab anschließend für rund 450 Jahre bis etwa 2900 cal. BC kontinuierlich genutzt wurde. Offen blieb hierbei die Frage, warum die älteren Datierungen alle etwas jünger ausgefallen waren als die neueren, obwohl die drei Proben aus unterschiedlichen Schichten stammten.
2020 wurde auf Grundlage den bisher bekannten Daten und 43 weiteren Proben sowie unter Berücksichtigung archäogenetischer, osteologischer und stratigraphischer Daten ein Bayesianisches chronologisches Modell entwickelt, demzufolge der Nutzungszeitraum des Grabes wahrscheinlich deutlich kürzer war als zuvor angenommen. Gemäß diesem Modell fanden alle Bestattungen in einem Zeitraum von drei bis sechs Generationen (70–140 Jahre) zwischen dem frühen und mittleren 33. Jahrhundert und dem frühen 32. Jahrhundert cal. BC statt.